# 生存者 (2016年電影)
《生存者》（英語：The Bad Batch）是一部2016年美國反烏托邦驚悚片，由安娜·莉莉·阿米波爾執導和編劇。電影主演包括傑森·摩莫亞、蘇琪·沃特豪斯、基努·李維、金·凱瑞、乔瓦尼·瑞比西和狄亞哥·盧納。正式拍攝於2015年4月8日在洛杉磯進行。該片在2016年9月6日的第73屆威尼斯影展上被選定為競爭金獅獎的正式競賽片，並由霓虹定於2017年6月23日美國上映。

## 劇情
故事設定於未來德克薩斯州，敘述一名文明社會的女性被驅逐，成為次等人。她誤入當地的荒地食人族部落，逃亡後因故愛上了其中一名尋找女兒的男食人族。

## 演員
- 蘇琪·沃特豪斯飾演艾倫
- 傑森·摩莫亞飾演邁阿密人
- 乔瓦尼·瑞比西飾演巴比
- 基努·李維飾演夢想
- 金·凱瑞飾演隱士
- 狄亞哥·盧納飾演約翰

## 發行
本片最先於2016年9月6日的第73屆威尼斯影展上作全球首映。後不久，Netflix出面競爭版權，但由霓虹娛樂取得了電影的發行權。電影於2016年9月8日在2016年多倫多國際影展，並也於奇幻電影節上展出。

## 榮譽
- 加州位置獎
  - 年度最佳職業管理-獨立故事片：戴夫·康威（提名，場地管理）
- 第73屆威尼斯影展
  - 金獅獎：安娜·莉莉·阿米波爾（提名）
  - 評審團特別獎：安娜·莉莉·阿米波爾

## 外部連結
- 互联网电影数据库（IMDb）上《生存者》的资料（英文）
- 豆瓣电影上《生存者》的資料 （简体中文）